# کوه‌های نورآتا
کوه‌های نورآتا (ازبکی: Nurota tog'lari) رشته‌کوهی در ازبکستان است که یکی از تکیه‌گاه‌های غربی رشته‌کوه حصار را تشکیل می‌دهد. این کوه در شمال به دریاچه حیدرکول، در غرب به شهر نورآتا، در جنوب به بیابان قزل‌قوم و در شرق به رود سنزار منتهی می‌شود. کوه‌های نورآتا با امتداد ۱۷۰ کیلومتر در جهت شرقی-غربی به کوه ۲۱۶۹ متری زرگر منتهی می شوند.